# Reprezentacja Holandii w piłce wodnej mężczyzn
Reprezentacja Holandii w piłce wodnej mężczyzn – zespół, biorący udział w imieniu Holandii w meczach i sportowych imprezach międzynarodowych w piłce wodnej, powoływany przez selekcjonera, w którym mogą występować wyłącznie zawodnicy posiadający obywatelstwo holenderskie. Za jej funkcjonowanie odpowiedzialny jest Holenderski Związek Pływacki (KNZB), który jest członkiem Międzynarodowej Federacji Pływackiej.

## Historia
W 1908 reprezentacja Holandii rozegrała swój pierwszy oficjalny mecz na igrzyskach olimpijskich.

## Udział w turniejach międzynarodowych

### Igrzyska olimpijskie
Reprezentacja Holandii 16-krotnie występowała na Igrzyskach Olimpijskich. Najwyższe osiągnięcie to brązowe medale w 1948 i 1976.

### Mistrzostwa świata
Dotychczas reprezentacji Holandii 7 razy udało się awansować do finałów MŚ. Najwyższe osiągnięcie 4. miejsce w 1982 roku.

### Puchar świata
Holandia 2 razy uczestniczyła w finałach Pucharu świata. W 1979 i 1981 zajęła 8. miejsce.

### Mistrzostwa Europy
Holenderskiej drużynie 3 razy udało się zakwalifikować do finałów ME. W 1983 i 1985 osiągnęła najwyższe 6. miejsce.